# Guerra civil de Honduras (1831-1832)
La guerra civil de Honduras o Plan Restaurador fue el conflicto armado que tuvo lugar en la república de Honduras entre el 11 de noviembre de 1831 y el 5 de mayo de 1832.

## Antecedentes
Los Estados de Centroamérica comienzan su andadura independiente dentro del istmo, asimismo principian con diferencias políticas ideológicas enzarzando en rivalidades y emprendiendo guerras entre sí. Desde 1827 el proclamado general Francisco Morazán con su Vitoria en la Batalla de La Trinidad principio con una idea unionista que abarcara a los Estados de Centro América, Guatemala, El Salvador, Honduras, Nicaragua y Costa Rica y que además incluía dentro de esa concepción de "Nación" a los pueblos indígenas y etnias que habitaban dentro de cada estado. Por mucha política dentro de las asambleas centroamericanas, en vez de unificarse, se enfrascaron en las denominadas "Guerras Civiles Centroamericanas".
En Honduras se iniciaba con la idea de "hondureñidad" pero las etnias y sobre todo, los negros caribes ex esclavos de las minas se sentían relegados; es por este motivo, que se unieron a la causa conservadora que intentaba que volviera el régimen monárquico español regido por Fernando VII a gobernar América y se fundó el "Partido Los Serviles" simpatizante del Partido Conservador de Centroamérica y el batallón con el que apoyaron la causa de Domínguez se bautizó como "Batallón Satuye".
Una de estas fue la promovida por Manuel José Arce y Fagoaga ex República Federal de Centroamérica que desde principios del año 1830, modelaba una estrategia tanto política como militar para deshacerse de los "liberales unionistas", para ello se unió al coronel de origen mexicano Vicente Domínguez "antimorazanista" declarado, quien emprendió su campaña en este año. 

### Conspiración "Restauradora y Conservadora"
Vicente Domínguez había sido expulsado de Centroamérica por instigar contra el gobierno del Jefe de Estado de Honduras Francisco Morazán, se le perdonó y se le ordenó salir de Centroamérica, ya que su ideología conservadora e imperial no era bien vista dentro de los nuevos estados Centroamericanos. En ese caso, el coronel Domínguez se vio obligado a abandonar las tierras federales y embarcándose con destino a Belice, allí se hizo de allegados y de pertrechos de guerra, ya que no había abandonado la idea antimorazanista.
Al año siguiente 1831, el coronel Domínguez se apodera de la mayoría de la costa norte de Honduras y de sus puertos principales. Tal invasión al Estado de Honduras estaba enmarcada en un "Plan restaurador, Conservador y Federal" emprendido por el expresidente Manuel José Arce y Fagoaga, el cual incluía además invadir Soconusco al mando de un ejército formado para ello en Centroamérica y del mismo México, con tal fin preparó más de 500 fusiles, uno de los oficiales que también aceptó involucrarse fue el hispano costarricense Ramón Guzmán quien llegaría a las costas hondureñas comandando una flotilla financiada por Cuba. Es así, que el Plan tenía por objeto atacar a Honduras por tres frentes diferentes e inutilizar lo más pronto posible sus puertos, las plazas de vital importancia y tomar al final la capital hondureña Comayagua, ambos serían apoyados desde El Salvador desde donde José María Cornejo enviaría sus tropas hacia Honduras.

## Desarrollo del Plan Restaurador y contraofensiva federal y hondureña
El coronel Ramón Guzmán atacó al mando de 200 hombres (negros y caribes) por sorpresa la Fortaleza de San Fernando de Omoa el 11 de noviembre de 1831, ese importante fuerte significaba un gran avance dentro del "plan restaurador" por lo que se aprovechó de la poca presencia militar acantonada allí, acto seguido se enarbolo en la cima de la fortaleza la Bandera de España.
El coronel Vicente Domínguez se apoderó de la Fortaleza de Santa Bárbara y del puerto de Trujillo en febrero de 1832, ordenó la captura de la goleta "Fénix" que estaba anclada en dicho puerto y mando ejecutar mediante fusilamiento al capitán de la nave, el francés Richard Duplessis el 8 de febrero. Seguidamente Domínguez convocó a los comerciantes españoles y residentes en las costas que dieran apoyo y armas a su causa pro vuelta a la monarquía española y en auxilio de Cuba, cuya intención también era plantear una revolución allá, para lo que Domínguez cargó efectivamente la goleta "Fénix" con armas y munición y se disponía partir a la isla caribeña.
Entre las personas que presuntamente apoyaron a la causa de Domínguez, estaban: Comerciantes: Juan Gotay y Santiago Gotay España, Pedro Pérez Honduras; el Sacerdote José María Durón párroco de Sulaco; los hermanos Santiago Milla y José Antonio Milla de Santa Rosa de Copán, Ciriaco Velásquez de Comayagua, José Juárez Trujillo y Antonio Fernández España.   

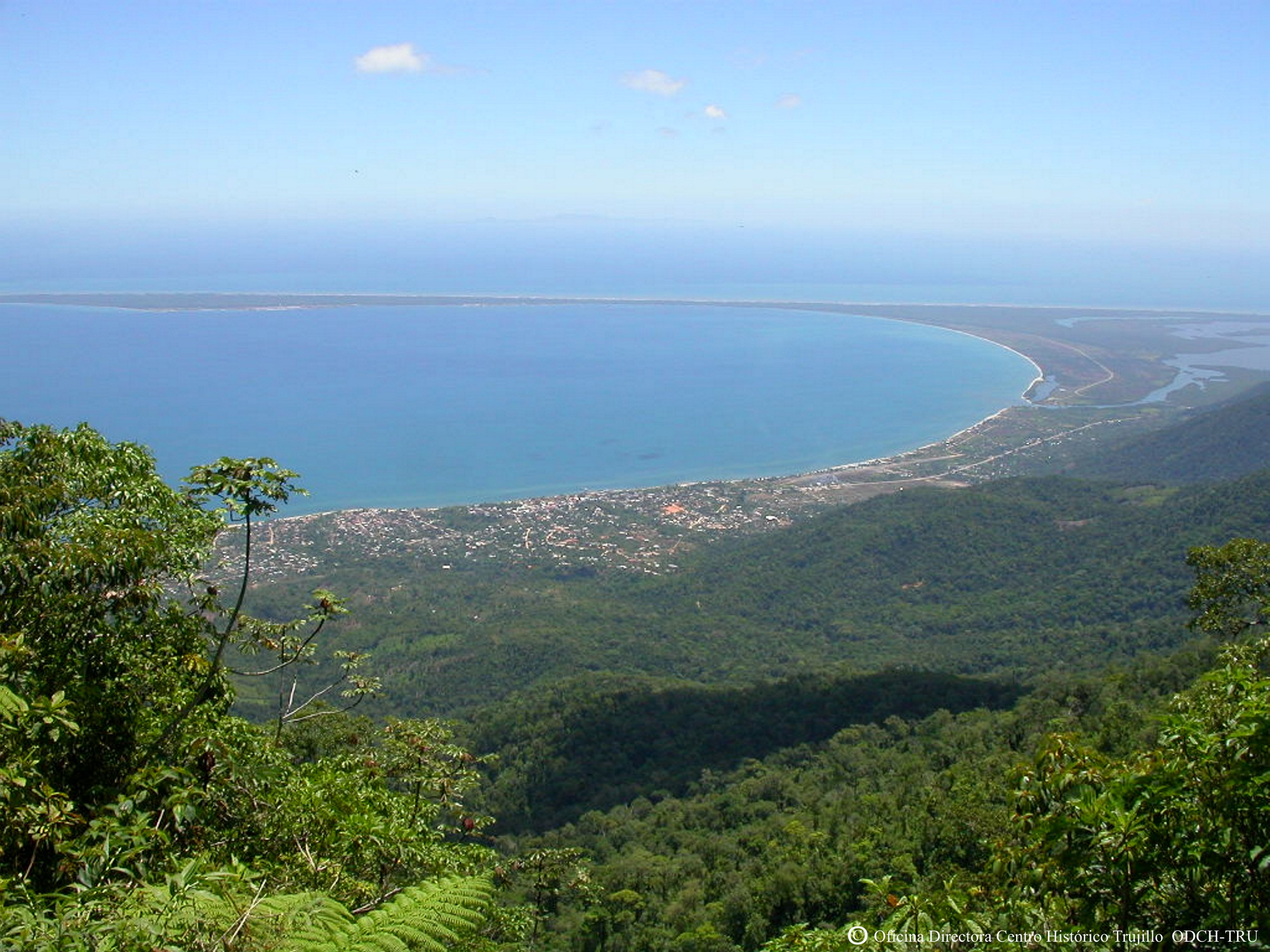
Vista de la Bahía de Trujillo.

Por otro lado, el general Francisco Morazán envía tropas en defensa del territorio Federal Centroamericano hacia la frontera con México, ésta tropa del Ejército Aliado y Protector de la Ley estaba compuesta de guatemaltecos leales y al mando del coronel Nicolas Raoul y del coronel mexicano José Martínez comandante militar de Chiapas, quienes en la localidad de Escuintla libra una batalla contra las columnas afines a Manuel José Arce que venían sobre Honduras en ayuda de Domínguez y Guzmán, después de la batalla, Raoul sale victorioso el día 24 de febrero de 1832. Mientras tanto, paralelo a lo que sucedía en Honduras y en la frontera entre México y Guatemala, en el territorio salvadoreño, el general Francisco Morazán con sus oficiales coronel Narciso Benítez, coronel Ramón Valladares libran batallas contra el Ejército salvadoreño comandado por el general José María Cornejo en San Miguel, Jocoro, Santa Ana y por último en la capital San Salvador la que toma el 28 de marzo y convoca a elecciones.   

### Batalla de Trujillo
El Jefe de Estado de Honduras coronel José Antonio Márquez oficial del Ejército de Honduras ordena al Teniente coronel Francisco Ferrera que marche para restaurar el Puerto de Trujillo. La guardia rebelde se encontraba en los límites del puerto y establecida en el Castillo de Santa Bárbara desde donde se emitían las órdenes defensivas para detener a los hondureños y proteger la goleta "Fénix".
Por otra parte, el Teniente coronel irlandés Juan Galindo al mando de los navíos federales "María Josefa" y "Nueva María" zarpo con destino a detener la nave en la cual iba el coronel Vicente Domínguez, ordenó disparar contra la goleta "Fénix" la que averío y así impedir que Domínguez huyera hacia Cuba.

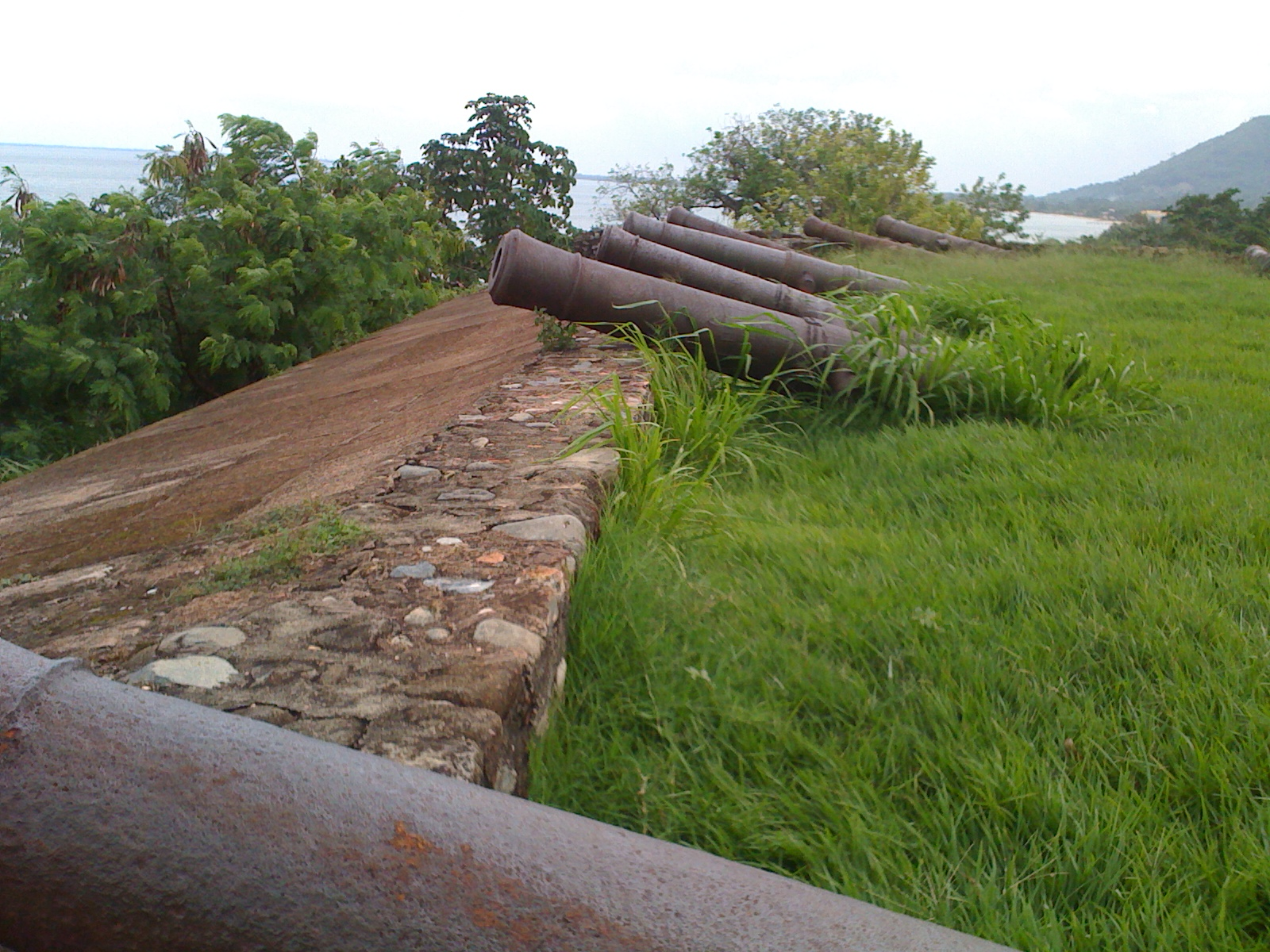
La Fortaleza de Santa Bárbara de Trujillo fue edificada en 1550, en la presente vista se aprecia la artillería para defender la bahía del ataque proveniente del mar Caribe.

El Estado Mayor de los Aliados eran: del Ejército de Honduras se encontraba al mando del coronel José Antonio Márquez, el ejército Federal al mando del Teniente coronel Agustín Gúzman y el Ejército Aliado Protector de la Ley por el coronel Enrique Torrelonge. Las tropas federales habían partido desde Gualán en Guatemala y las tropas hondureñas habían recuperado San Pedro Sula y esperaban a las federales para unirse, la maniobra era marchar desde Comayagua al norte dividiéndose en flancos y abarcar más territorio obligando a los rebeldes conspiradores a replegarse en Omoa y Trujillo.
Durante este hecho sangriento, resultó muerto en combate el oficial unionista Coronel José Rosario López Plata.       

### Batalla de Tercales
El coronel Vicente Domínguez al no poder viajar hacia Cuba, se vio obligado a quedarse en tierra, y el 7 de marzo de 1832 se dirigió con su tropa personal desde Trujillo hacía Yoro, evadiendo a las fuerzas hondureñas. Pero, el 9 de marzo en la localidad de Tercales se enfrentó a la caballería del ejército de Honduras, al mando del "mulato de hierro" Teniente coronel Francisco Ferrera. Domínguez es derrotado y busca auxilio con el coronel Pedro González, reagrupados y con 600 soldados nuevamente planean una ofensiva.

### Batalla de Jaitique
El 22 de marzo de 1832 el Jefe de Estado de Honduras el coronel José Antonio Márquez deja la administración en manos de José Francisco Milla Guevara con el objeto de defender el territorio nacional y sale de la capital Comayagua al mando de las tropas aliadas, el 25 de marzo de 1832 Márquez (sintiéndose enfermo de fiebre) enfrenta al coronel Vicente Domínguez, falleciendo en las vísperas de la decisiva batalla de Jaitique que se llevó a cabo el 26 de marzo; sin más dilación, el coronel José María Gutiérrez Osejo al mando de su columna denominada "Invencible" compuesta de 200 hombres y secundado por el coronel José Trinidad Cabañas Fiallos se enfrentan a los 600 hombres comandados por los coroneles Vicente Domínguez y Pedro González; después de cuatro horas de combate el triunfo de las fuerzas hondureñas se hace patente al ver replegarse a los rebeldes. Durante la refriega resultan heridos de gravedad el comandante Coronel Gutiérrez Osejo, el Teniente coronel Lucas Estévez, el teniente Carias y el subteniente Pepitón falleciendo todos después. 
Vicente Domínguez se reagrupa de nuevo en Trujillo, con intenciones de avanzar y tomar la capital de Comayagua, ordenando movilizar 200 soldados para resguardar Opoteca. 

### Asedio y batalla de San Fernando de Omoa
El coronel (Enrique) Henry Torrelonge destacado oficial morazanista y comandante del Ejército Aliado Protector de la Ley marcha hacía Omoa, para enfrentarse al jefe rebelde coronel Ramón Guzmán, uno de esos combates contra su adversario se realiza en el paraje “La Barranca" el 28 de abril de 1832 cerca del indicado puerto
Por su proximidad entre la fortaleza y el Mar Caribe el destacamento al mando del coronel Ramón Guzmán aguanto los ataques del Ejército Unionista provenientes en su mayoría por tierra, gracias a que eran proveídos desde la goleta "Ejecutivo" pero cuando aparecieron los navíos a favor de Honduras, la goleta "Deseada", la goleta rebelde fue capturada y su capitán de origen español Miguel Arrechea hecho prisionero, los rebeldes en el castillo, se sintieron acorralados.

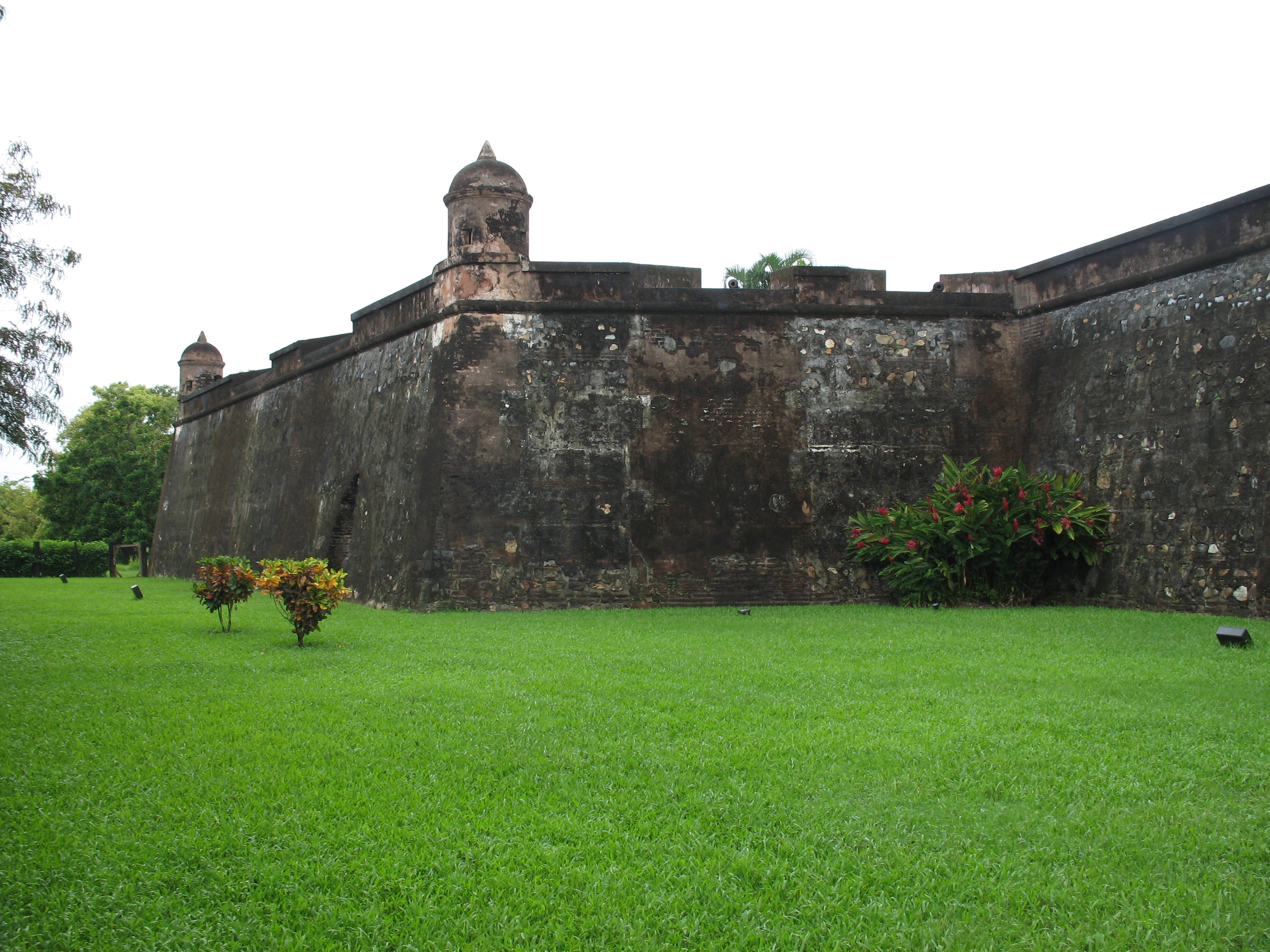
Fortaleza de San Fernando de Omoa, construida en 1759.

En las batallas a esta imponente fortaleza, fallecieron los oficiales "unionistas" el mexicano Teniente coronel Mariano Silverio Peña y el italiano Teniente coronel Feliciano Viviani. 
La rendición de la fortaleza de Omoa, ocurrió después de una resistencia de seis meses, la guarnición no podía soportar más el asedio y procedieron a rendirse al coronel Agustín Guzmán oficial del Ejército Federal, y entregando al cabecilla Ramón Guzmán, arrestándolo de inmediato y formulando contra él sendos delitos por la insurrección. Al día siguiente, Ramón Guzmán y Antonio Fernández fueron fusilados en la misma fortaleza.
En el mes de septiembre de 1832 el Boletín Extraordinario de Centroamérica dio a conocer el número de efectivos que sitiaron la Fortaleza de San Fernando de Omoa. 
| Fuerzas Aliadas                         | Soldados |
| Artilleros                              | 21       |
| Batallón Federal                        | 190      |
| Caballería Federal                      | 51       |
| Milicias de Zacapa, Gualán y Chiquimula | 339      |
| Batallón permanente de Guatemala        | 209      |
| Verapaz, Guatemala                      | 78       |
| Texiguat, Honduras                      | 34       |
| Yoro, Honduras                          | 53       |
| Trujillo, Honduras                      | 142      |
| Compañía de milicias de El Salvador     | 97       |
| Totales                                 | 1214     |

### Batalla de El Espino
El coronel Vicente Domínguez marcha hacia Comayagua junto a su oficial Pedro González y al mando de 200 fieros soldados, Domínguez confiaba en que llegarían refuerzos de El Salvador y así tomar con facilidad la capital hondureña, la cual estaba sin resguardo ya que las tropas federales, Aliadas unionistas y hondureñas se encontraban en Omoa, en Trujillo y tras de él. Más al llegar el 3 de mayo a la altura de El Espino, se encontró que las fuerzas hondureñas le esperaban, después de un duro combate, Domínguez logra escapar. 

### Batalla de Opoteca
El 5 de mayo de 1832 Vicente Domínguez se encuentra con qué su lugarteniente Pedro González y otros oficiales le abandonan a su suerte, el ejército hondureño esta a las puertas de la localidad y se libra la última batalla, Domínguez es derrotado y hecho prisionero, en una nota, el coronel Vicente Domínguez solicita al gobierno hondureño, clemencia para el pueblo de Opoteca que apoyaron su campaña militar.

## Conclusiones
- Se calcula que las bajas durante el asedio de 6 meses a la Fortaleza de San Fernando de Omoa, fueron de 1,000 personas.
- El coronel Vicente Domínguez después de celebrarse juicio fue ejecutado mediante fusilamiento en el paredón de la Iglesia de la Caridad en la ciudad de Comayagua el 14 de septiembre de 1832.
- Los negros caribes que participaron en esta guerra, del lado de los conservadores, fueron perseguidos cruelmente, la mayoría de ellos pudo huir hacia Honduras Británica (Belice) y se instalaron en Stann Creek, fundando el pueblo de Gorda. Otros buscaron protección con el Rey de la Nación Misquita S.M. Robert Charles Frederic quien les recibió y se instalaron en el oeste de Río Tinto.
- Para gastos de la Campaña militar contra Domínguez y Guzmán, el Estado de Honduras se hizo de un préstamo federal por 50,000 Pesos y se facturó solo para enfrentar la invasión la cantidad de 7,500 Pesos. (Francisco Aguilar Tesorero General del Estado de Honduras).
- Se mando acuñar 50,000 Pesos hondureños por parte del Gobierno para gastos posguerra.
- Se mando embargar bienes de los simpatizantes De Vicente Domínguez. (Santos Bardales Ministro General de Honduras).
- El Gobierno de Honduras además, ordena la creación y organización de las Juntas de Sanidad en las cabeceras municipales.
- El Ministerio de Guerra, resuelve sobre la admisión de indígenas en los batallones y sobre quienes deben prestar el servicio militar, además de revisar las penas para los desertores.